# Западноукраинский национальный университет
Западноукраинский национальный университет (укр. Західноукраїнський національний університет) — высшее учебное заведение Украины IV-го уровня аккредитации, расположенное в Тернополе. ЗУНУ является подписателем Великой хартии университетов и членом Ассоциации европейских университетов.

## История
В 1966 году в Тернополе открылось отделение финансово-экономического факультета Киевского института народного хозяйства, ставшее факультетом в 1967 году, а с 1971 года Финансово-экономический институт, в 1989 году переименнованый в Институт народного хозяйства, Академия с 1994 года. 30 марта 2005 года стала университетом, со статусом национального по Указу президента Украины от 29 сентября 2006 года.

## Структура
- 13 факультетов: финансов, банковского бизнеса, аграрной экономики и менеджмента, международного бизнеса и менеджмента, экономики и управления, учёта и аудита, компьютерных информационных технологий, Украино-нидерландский факультет экономики и менеджмента, Украино-немецкий экономический факультет, юридический, факультет довузовской, последипломной и магистерской подготовки, Нововолынский факультет и Самборский факультет прикладного программного обеспечения.
- 3 института: Винницкий институт экономики, Ивано-Франковский институт менеджмента и Чертковский институт предпринимательства и бизнеса.

## Корпуса и кампусы
Сегодня ТНЭУ объединяет 14 учебно-лабораторных комплекса, библиотеку, 4 спортивных зала, 3 спортплощадки, 8 общежитий, 9 хозяйственно-вспомогательных зданий.

## Институты и факультеты
- Филиалы:
  - Ереванский филиал
- Факультеты:
  - Украино-нидерландский факультет экономики и менеджмента;
  - Украино-немецкий экономический факультет;
  - Факультет аграрной экономики и менеджмента;
  - Факультет банковского бизнеса;
  - Факультет довузовской, последипломной и магистерской подготовки;
  - Факультет экономики и управления;
  - Факультет компьютерных информационных технологий;
  - Факультет международного бизнеса и менеджмента;
  - Факультет учёта и аудита;
  - Факультет финансов;
  - Юридический факультет;
  - Нововолынский факультет;
  - Самборский факультет прикладного программного обеспечения.
- Институты:
  - Винницкий институт экономики;
  - Ивано-Франковский институт менеджмента;
  - Чертковский институт предпринимательства и бизнеса.
- Учебно-консультационные центры:
  - Каменец-Подольский учебно-консультационный центр;
  - Крымский учебно-консультационный центр;
  - Луцкий учебно-консультационный центр;
  - Свалявский учебно-консультационный центр.
- Колледжи:
  - Колледж Чертковского института предпринимательства и бизнеса;
  - Калушский колледж экономики, права и информационных технологий.

## Почётные доктора и выпускники
См. Выпускники Тернопольского национального экономического университета
- Андрунцив Михаил Васильевич — украинский экономист, общественный деятель.
- Антонов Виталий Борисович — украинский предприниматель, председатель Наблюдательного Совета ПАТ «Концерн Галнефтегаз», президент «Универсальной инвестиционной группы», председатель Наблюдательного Совета ПАТ «Страховая компания Универсальная».
- Бучинская Наталия Любомировна — народная артистка Украины.
- Гайдуцкий Павел Иванович — советник Президента Украины, директор Института стратегических оценок, докт. экон. наук, профессор, академик Национальной академии аграрных наук Украины, заслуженный деятель науки и техники Украины.
- Гаман Николай Васильевич — первый заместитель Управляющего делами Аппарата Верховного Совета Украины, докт. наук по государственному управлению, профессор.
- Гонтюк Роман Владимирович — заслуженный мастер спорта Украины, серебряный призёр XXVIII Олимпийских игр в Афинах (2004), бронзовый призёр Чемпионата мира 2005, бронзовый призёр на XXIX Олимпийских играх 2008 года в Пекине.
- Гулей Анатолий Иванович — председатель правления ОАТ «Государственный сберегательный банк Украины», член Совета Ассоциации украинских банков (2006), член Наблюдательного Совета Украинского Кредитно-Банковского Союза (2007).
- Довбенко Михаил Владимирович — директор Института открытой политики, докт. экон. наук, г. Киев.
- Дусяк Степан Павлович — директор Департамента координации и направления работы центральных органов исполнительной власти Министерства финансов Украины
- Жукинский Анатолий Александрович — украинский общественный деятель, экономист, председатель Тернопольского областного совета (2002).
- Заставный Роман Иосифович — общественно-политический деятель, Тернопольский городской голова (2006).
- Дорош Евгений Григорьевич — украинский краевед.
- Кравец Василий Павлович — общественный деятель, депутат Тернопольского областного совета 2-х созывов, глава Тернопольского областного совета (2005—2006).
- Лекарь Сергей Иванович — заместитель Министра внутренних дел Украины — руководитель аппарата, г. Киев.
- Магута Роман Николаевич — Председатель Расчетной палаты Украины, г. Киев.
- Максюта Анатолий Аркадиевич — первый заместитель министра экономики развития и торговли Украины, г. Киев.
- Надал Сергей Витальевич — Тернопольский городской голова.
- Олийнык Василий Михайлович — украинский учёный в отрасли экономики агропромышленного комплекса, заслуженный работник сельского хозяйства Украины (1999), доктор экономических наук (1992), профессор (1993), академик АЭН Украины (1996).
- Флиссак Андрей Антонович — заслуженный экономист Украины (2008), академик Украинской академии экономической кибернетики (1997).
- Романык Роман Романович — начальник Управления НБУ в Тернопольской области.
- Шаров Александр Николаевич — докт. экон. наук, профессор кафедры международной экономики ТНЭУ, Министерство внешних дел Украины, г. Киев.
- Шкильняк Михаил Михайлович — заслуженный экономист Украины (2000), начальник регионального отделения фонда государственного имущества Украины по Тернопольской области.
- Ющенко Виктор Андреевич — украинский политик, глава партии «Наша Украина», основатель и Председатель Совета Института Президента Виктора Ющенка «Стратегические инициативы», третий Президент Украины, глава Национального банка Украины, премьер-министр Украины.
- Чеберяко Олег Анатольевич — предприниматель г. Киев

## Награды и репутация
ТНЭУ занимает первое место среди всех экономических высших учебных заведений ІІІ-ІV уровня аккредитации по индексу международной активности (І1=0,258), который рассчитывается Министерством образования и науки, молодёжи и спорта Украины в рамках оценки глобального рейтинга ВУЗов.
В 2011 году ТНЭУ удостоен почётного звания «Лидер национального образования» за многолетнюю научно — педагогическую деятельность и награждён золотой медалью в номинации «Международное сотрудничество в отрасли образования и науки». В 2011 году Тернопольский национальный экономический университет получил Международный сертификат качества Швейцарского института стандартов качества «SIQS» (г. Цюрих). В 2012 году ТНЭУ был награждён кубком и дипломом за Гран-при в номинации «Международное сотрудничество в отрасли образования и науки».
В 2014 году агентство «Эксперт РА», включило ВУЗ в список лучших высших учебных заведений Содружества Независимых Государств, где ему был присвоен рейтинговый класс «Е».